# Happy Harbor
Happy Harbor è un luogo immaginario degli Stati Uniti con ubicazione a Rhode Island. Nella DC Comics è il posto in cui si trova il primo quartier generale, "Montagna della Giustizia" o "Santuario segreto", della Justice League of America, che comparve per la prima volta in The Brave and The Bold n. 28.

## Storia
Come casa della Justice League, la città divenne spesso l'obiettivo di vari esseri super potenti, come accadde con l'invasione di Starro.
Questo comune del New England fu anche la casa di Snapper Carr e, lo stesso nascondiglio, fu anche il luogo della scomparsa della squadra di eroi noti come la Doom Patrol. Successivamente, l'edificio fu utilizzato dalle altre versioni della Justice League, dal supereroe androide Hourman, da una nuova incarnazione della Doom Patrol e, per qualche periodo, dalla Young Justice. Durante il secondo mandato della Doom Patrol, la città fu invasa da impulsi sessuali perversi a causa di un evento super naturale. La Patrol, con l'aiuto di ufficiali extra-dimensionali, negarono la minaccia restituendo ai cittadini la corretta funzionalità delle loro menti.
Secret Origins n. 32, indicò che la grotta nella montagna si trova nel Rhode Island, anche se i disegni utilizzati in quel fumetto indicano che la montagna si trova ad un'altitudine più elevata rispetto all'altezza attuale del Rhode Island, più precisamente Jerimoth Hill.

### Young Justice
In Young Justice n. 3, Happy Harbor è il protagonista di un evento temporale che ne alterò la storia. A causa di un viaggio nel tempo, con seri propositi, un più giovane Mister Mxyzptlk si unì a degli adolescenti che festeggiavano, in quanto l'unico avamposto di umanità civile della città era il centro. Quando Mxy fu convinto ad assumere un atteggiamento di buon umore, il mondo cambiò fino a trasformarsi nel paesaggio che era un tempo, con una sola eccezione: ospitò un parco divertimenti a sua immagine.
Durante la storia Sins of Youth, i super criminali con età infantile attaccarono la città, ma furono fermati quasi subito da eroi invecchiati.
Durante la serie 52, Martian Manhunter costruì un memoriale per i membri deceduti della JLA sulla collina sopra Happy Harbor. Naturalmente non è aggiornato, poiché due dei commemorati tornarono in vita.

### Justice Society
In Justice Society of America n. 34, la Justice Society dovette  temporaneamente occupare il "Santuario segreto". La Justice League glielo prestò finché il quartier generale a JSA Brownstone non venne ricostruito.

### Versioni alternative
Nelle primissime pagine del crossover Dreamwar della DC/WildStorm, la versione Wildstorm di Happy Harbor fu distrutta da un maremoto. Non fu un evento naturale, ma fu causata da un super umano mentalmente insano.